# Суховский 1-й
Суховский 1-й — хутор в Нехаевском районе Волгоградской области России, в составе Тишанского сельского поселения.
Население — 30 (2010).

## История
В середине XIX века - хутор Суховско-Грачёвский станицы Бурацкой Хопёрского округа Земли Войска Донского (с 1870 — Область Войска Донского). В 1859 году на хуторе проживало 25 душ мужского и 22 женского пола.
Согласно переписи 1873 года на хуторе проживали 144 мужчины и 160 женщины, в хозяйствах жителей насчитывалось 160 лошадей, 152 пары волов, 507 голов прочего рогатого скота и 1235 голова овец.
Не позднее 1897 года населенный пункт был разделен на два - хутора Сухой и Грачёв. Согласно переписи населения 1897 года на хуторе Сухом проживали 165 мужчин и 183 женщины. Большинство населения было неграмотным: грамотных мужчин — 44 (26,7 %), женщин — 2 (1,1 %).
Согласно алфавитному списку населённых мест Области Войска Донского 1915 года на хуторе имелись хуторское правления и приходское училище, земельный надел составлял 2136 десятин, проживало 249 мужчин и 258 женщин.
С 1928 года — в составе Нехаевского района Хопёрского округа (упразднён в 1930 году) Нижне-Волжского края (с 1934 года — Сталинградского края). Хутор являлся центром 1-го Суховского сельсовета
На основании решения исполнительного комитета Волгоградского областного Совета депутатов трудящихся от 31 мая 1968 года № 18/752 центр Суховского сельсовета был перенесен из хутора Суховский I в хутор Соколовский, Суховский сельсовет был переименован в Соколовский сельсовет. С 2004 года - хутор в составе Тишанского сельского поселения
.

## География
Хутор расположен в пределах Калачской возвышенности, относящейся к Восточно-Европейской равнине, в балке Сухая Тишанка, на высоте около 90 метров над уровнем моря. Профиль балки асимметричный: правый склон более пологий, левый более крутой, изрезан многочисленными оврагами. Почвы — чернозёмы южные и чернозёмы обыкновенные
По автомобильным дорогам расстояние до станицы Тишанской - около 20 км, до районного центра станицы Нехаевской — 7,3 км, до областного центра города Волгограда — 370 км.
Часовой пояс
Суховский 1-й, как и вся Волгоградская область, находится в часовой зоне МСК (московское время). Смещение применяемого времени относительно UTC составляет +3:00.

## Население
Динамика численности населения по годам:
| 1859 | 1873 | 1897 | 1915 | 1989 | 2002 |
| ---- | ---- | ---- | ---- | ---- | ---- |
| 47   | 304  | 348  | 507  | ≈160 | 100  |

| 2010 |
| ---- |
| 30   |